# Winnerath
Winnerath é um município da Alemanha localizada no distrito de Ahrweiler, no estado da Renânia-Palatinado.
É membro da associação municipal de Adenau.

## População da Cidade
| - 1815 – 102 - 1835 – 141 - 1871 – 144 - 1905 – 161 - 1939 – 168 - 1950 – 173 | - 1961 – 157 - 1965 – 138 - 1970 – 142 - 1975 – 153 - 1980 – 155 - 1985 – 157 | - 1987 – 163 - 1990 – 176 - 1995 – 209 - 2000 – 199 - 2005 – 211 |

 Fonte: Statistisches Landesamt Rheinland-Pfalz